# 西藏泡囊草
西藏泡囊草（学名：Physochlaina praealta）为茄科泡囊草属下的一个种。

## 扩展阅读
- 維基物種上的相關：西藏泡囊草